# Angelina Shkatova
Angelina Anatolievna Shkatova (en russe : Ангелина Анатольевна Шкатова) est une gymnaste rythmique russe, née le 25 janvier 2001 à Vladimir (Russie).

## Biographie
Shkatova fait partie du groupe russe de Saint-Pétersbourg qui a remporté trois médailles d'or (ensemble du concours général, 5 balles, 3 cerceaux + 4 massues) aux Universiades d'été 2019 à Naples, en Italie. À partir de 2020, elle rejoint l'équipe nationale russe. 
En 2021, elle est deux fois titrée aux championnats d'Europe de Varna (Équipes, Concours général en groupe) avec une médaille d'argent en 5 ballons. Sous pavillon du comité national de Russie, la délégation repart du concours des ensembles aux jeux olympiques de Tokyo avec la médaille d'argent, avec ses coéquipières Anastasia Bliznyuk, Anastasiia Maksimova, Anastasiia Tatareva et Alisa Tishchenko.

## Palmarès

### Jeux olympiques
- Tokyo 2020
  -  médaille d'argent au concours des ensembles par équipes

### Championnats du monde
- Kitakyūshū 2021
  -  Médaille d'or par équipe.
  -  Médaille d'or au concours général en groupe.
  -  Médaille d'or en groupe 5 ballons.
  -  Médaille d'argent en groupe 3 cerceaux + 4 massues.

### Championnats d'Europe
- Varna 2021
  -  Médaille d'or par équipe.
  -  Médaille d'or au concours général en groupe.
  -  Médaille d'argent en groupe 5 ballons.